# 蚩尤寨遗址
蚩尤寨遗址，位于中国河北省张家口市三堡村，为张家口市涿鹿县的一个省级文物保护单位，类型为古遗址，公布时间为1993年7月15日。
蚩尤寨遗址的历史年代为战国、汉。